# Marcus Graves
Marcus Graves (San Diego, California, 9 de junio de 1996) es un baloncestista estadounidense que pertenece a la plantilla de los Gladiators Trier de la ProA alemana. Con 1,85 metros de estatura, juega en la posición de base.

## Trayectoria deportiva

### Universidad
Jugó cuatro temporadas con los Hornets  de la Universidad Estatal de Sacramento, en las que promedió 12,8 puntos, 4,5 asistencias, 3,6 rebotes y 1,3 robos de balón por partido. Se perdió la temporada 2017-18 entera por lesión, tras someterse a una operación en la espalda, lo que truncaba además 62 partidos consecutivos saliendo como titular. En su última temporada fue incluido en el segundo mejor quinteto de la Big Sky Conference.

### Profesional
Tras no ser elegido en el draft de la NBA de 2019, el 26 de octubre fue elegido en el puesto 17 del Draft de la NBA G League de 2019 por los Stockton Kings. En su primera temporada en el equipo promedió 6,9 puntos y 4,2 asistencias por partido.